# Gebhardt & Koenig
Gebhardt & Koenig, 1898 in Nordhausen als „Eismaschinen und Internationale Tiefbau-Gesellschaft GmbH“ gegründet, war – unter wechselnden Namen und mit mehrfachen Umfirmierungen – ein deutsches, vor allem im Bergbau tätiges Unternehmen, das auf das Abteufen von Schächten spezialisiert war, im Steinkohlenbergbau später auch auf das Auffahren von Richtstrecken und Querschlägen.

## Geschichte

### Die Entwicklung des Gefrierverfahrens zum Abteufen von Schächten durch Hermann Poetsch und Louis Gebhardt
Zur Gründung von Gebhardt & Koenig kam es im Zuge der Entwicklung eines neuen Verfahrens beim Abteufen von Schächten, dem Gefrierverfahren, das Hermann Poetsch (1842–1902), Markscheider am Bergamt Aschersleben, entwickelt hatte. 1883 wurde ihm ein Patent für ein „Verfahren zur Abteufung von Schächten in schwimmendem Gebirge“ erteilt (Deutsches Reichspatent 25015). In der Braunkohlengrube Archibald bei Schneidlingen wurde im Juli / August 1883 erstmals ein Schacht nach diesem neuen Verfahren abgeteuft.
Für die praktische Anwendung seines Gefrierverfahrens gründete Poetsch die Poetsch-Tiefbauten AG und stellte 1884 Louis Gebhardt (1861–1924) als Maschinenmeister an, einen Schlosser und Reisemonteur der Nordhäuser Kältemaschinenfabrik Kropff. 1886 wurde der erste Schacht im Kalibergbau nach Poetschs Verfahren niedergebracht. Gebhardt wandte die neue Technik zunächst vor allem beim Abteufen von Schächten für den belgischen Steinkohlenbergbau an (Zeche Houssu in Haine-Saint-Paul, ab Dezember 1885), dann für den französischen Steinkohlenbergbau. Denn dort waren die wasserführenden Mergelschichten dünner und weniger salzhaltig als in Deutschland und die Anlaufschwierigkeiten somit geringer.

### Die Eismaschinen- und Internationale Tiefbau-Gesellschaft GmbH

Logo von Gebhardt & Koenig

Gebhardt trennte sich nach einigen Jahren von Poetsch, schloss einen Lizenzvertrag mit der Gesellschaft für Linde’s Eismaschinen und entwickelte das Verfahren weiter. Zur Kälteerzeugung wechselte er von Absorptionsmaschinen auf Ammoniakbasis zu Kompressionskältemaschinen auf Kohlensäurebasis. Um den unerwünschten Effekt der Nachverdampfung der Kaltdämpfe während des Ansaugens durch den Kompressor zu verringern, konstruierte Gebhardt eine Kompressionsmaschine, bei der die Kompression der Kaltdämpfe in zwei einfach- oder doppeltwirkenden Pumpen mit stufenweiser Kompression und Zwischenkühlung durch die angesogenen Gase erfolgt. Sie war das Herzstück der später als „System Gebhardt“ bezeichneten Anlagen beim Gefrierteufen. Gebhardt gewann mehr und mehr Erfahrung und mehr und mehr Kunden. In den ersten fünf Jahren seiner Selbständigkeit konnte Gebhardt 26 Schächte im Gefrierverfahren niederbringen.
Angesichts der delikaten Konkurrenz mit Hermann Poetsch als seinem einstigen Arbeitgeber und als dem Inhaber des Ausgangspatentes betrieb Louis Gebhardt die eigene Firma zunächst unter dem Namen seines Schwiegervaters Louis Koch und erhielt 1892 auch sein erstes Patent auf dessen Namen. Erst 1898, nachdem die Poetsch-Tiefbauten AG in Zahlungsschwierigkeiten geraten war und wegen Nichtentrichtens der Gebühren ihre Patente erloschen waren, gründete Louis Gebhardt förmlich die Eismaschinen- und Internationale Tiefbau-Gesellschaft GmbH. Der erste Großauftrag war 1898/1899 die Entwicklung und der Bau einer Großgefrieranlage nach dem „System Gebhardt“ für das Abteufen des Schachtes Hansa I des Kaliwerks Hansa bei Empelde als Gefrierschacht. Um die Erweiterung der Werkstätten in Nordhausen (Grimmelallee 44) finanzieren zu können, holte Gebhardt am 8. März 1900 den Kaufmann August König aus Benneckenstein als Teilhaber in die Firma. Sie hieß fortan Eismaschinen und Internationale Tiefbaugesellschaft von Gebhardt & König mbH. Gebhardt hatte sein Verfahren bisher allein in der Praxis weiterentwickelt, erkannte jedoch, dass er ohne theoretische Kenntnisse nicht weiter kommen würde. Deshalb stellte er 1902 den an der RWTH promovierten, niederländischen Bergbauingenieur Hugo Joosten ein.

### Die Tiefbau- und Kälteindustrie AG
Bis 1905 war das Unternehmen in seiner Sparte konkurrenzlos. Es erhielt jährlich Aufträge für 15 bis 20 abzuteufende Gefrierschächte. Der erste im Ruhrrevier mit der Technik des Schachtgefrierbaus abgeteufte Schacht war im Jahre 1902 ein Wetterschacht der Zeche Prosper I. Es folgten 1902/1903 die Schächte 1 und 2 der Zeche Auguste Victoria in Marl-Hüls. 1907 wurde die „Gebhardtsche Lotuhr“ zur sicheren Einmessung von Bohrungen patentiert.
Zur für die Expansion erforderlichen Kapitalaufstockung wurde die Eismaschinen und Internationale Tiefbaugesellschaft von Gebhardt & König mbH 1903 in eine Aktiengesellschaft umgewandelt: die Tiefbau- und Kälteindustrie AG, vormals Gebhardt & Koenig. 1904 übernahm sie die Hannoversche Tiefbohrgesellschaft. Dadurch kam der Ingenieur Wilhelm Zaeringer in das Nordhäuser Unternehmen. Er wurde 1912 Vorstandsvorsitzender, als Nachfolger von Louis Gebhardt.
Die von Gebhardt entwickelte Technik des Schachtgefrierbaus war seit der Jahrhundertwende weltweit führend. Die Tiefbau- und Kälteindustrie AG gründete mehrere Tochtergesellschaften im Ausland:
- 1906 in Belgien die Entreprise de Forage et Fonçage Raky (Foraky)
- 1908 in England die Shaft Freezing Ltd.
- 1912 übernahm das belgische Tochterunternehmen Foraky die Entreprise Générale de Fonçage de Puits, Études et Travaux de Mines, das führende französische Schachtbauunternehmen.

Auf der Weltausstellung 1910 in Brüssel wurde die Tiefbau- und Kälteindustrie AG für ihre Leistungen zur Entwicklung des Gefrierverfahrens mit dem „Grand Prix“ ausgezeichnet. Sie begann, über den Schachtgefrierbau hinaus auch mit anderen, „klassischen“ Teufverfahren zu arbeiten. Die Zahl der Mitarbeiter war am Vorabend des Ersten Weltkrieges auf mehr als 3500 gestiegen.
Im Ersten Weltkrieg gingen alle ausländischen Tochtergesellschaften der Tiefbau- und Kälteindustrie AG und deren Vermögen verloren.
In den 1920er Jahren entwickelte Hugo Joosten ein Verfahren, um durch die Zugabe chemischer Mittel auch wasserdurchlässige quarzhaltige Böden dauerhaft verfestigen zu können. Es wurde ab 1926 in mehreren Schritten patentiert. Zur industriellen Nutzung dieser Technik – auch über den Bergbau hinaus – gründete die Tiefbau- und Kälteindustrie AG 1934 die Gesellschaft zur Chemischen Verfestigung und Abdichtung mbH (Cheverab).

### Die Gebhardt & Koenig – Deutsche Schachtbau AG

Logo der Deutschen Schachtbau AG Nordhausen

Seit 1922 hielt die Deutsche Erdöl AG (DEA) die Aktienmehrheit an der Tiefbau- und Kälteindustrie AG, ebenso wie an einem zweiten in Nordhausen beheimateten Unternehmen, der 1899 gegründeten Deutschen Schachtbau AG. Denn die DEA war – vor allem für ihre Explorationsbohrungen – am Know-how beider Nordhäuser Aktiengesellschaften interessiert. 1939 bewirkte die DEA als Hauptaktionär, dass sich beide Unternehmen zur Gebhardt & Koenig – Deutsche Schachtbau AG Nordhausen zusammenschlossen. Ihre Zusammenarbeit hatte schon 1923 begonnen, als beide ihre Maschinenbaubetriebe in die damals gegründete, gemeinsame Tochtergesellschaft Maschinen- und Apparatebau AG Nordhausen (Mabag) eingebracht hatten.
Im Zweiten Weltkrieg wurden bei den Luftangriffen auf Nordhausen etwa 30 % der Nordhäuser Betriebe der Gebhardt & Koenig – Deutsche Schachtbau AG zerstört.

### Schachtbau Nordhausen

Logo des VEB Schachtbau Nordhausen

Infolge der deutschen Teilung wurden auch viele Unternehmen aufgespalten, so auch die Gebhardt & Koenig – Deutsche Schachtbau AG. Die Stammwerke in Nordhausen waren – wie fast alle Unternehmen der Sowjetischen Besatzungszone – von Demontagen betroffen. Sie erfolgten zwischen Januar 1946 und Juli 1947. Die Nordhäuser Stammwerke wurden im Mai 1947 verstaatlicht und zunächst Besitz des Landes Thüringen. Sie firmierten fortan als Deutsches Schachtbau- und Tiefbohrunternehmen Nordhausen/Harz (vorm. Gebhardt & König). Am 5. Mai 1948 beschloss die Deutsche Wirtschaftskommission, das Unternehmen in die Vereinigung Volkseigener Betriebe (VVB) Schachtbau- und Bohrbetriebe der Kohleindustrie mit Sitz in Nordhausen einzugliedern.

Logo der Schachtbau Nordhausen GmbH bis zur Übernahme durch die Bauer-Gruppe

Weitere Namensänderungen und Änderungen der Zuordnung folgten:
- 1954: VEB Schachtbau, Verfestigungen und Abdichtungen Nordhausen
- 1959: VEB Schachtbau Nordhausen der VVB Nichteisenmetall-Industrie mit Sitz in Eisleben
- 1968: VEB Schachtbau Nordhausen im Mansfeld Kombinat „Wilhelm Pieck“
- 1. Januar 1990: VEB Schachtbau Nordhausen
- 8. Juni 1990: Schachtbau Nordhausen GmbH (Umwandlung nach dem GmbH-Gesetz)

### Die Gebhardt & Koenig – Deutsche Schachtbau GmbH
Die Betriebsstätten in den westdeutschen Besatzungszonen wurden von der Mehrheitseigentümerin DEA in der Gebhardt & Koenig – Deutsche Schachtbau GmbH zusammengeführt. Die Weiterführung unter dem 1939 eingeführten Namen Gebhardt & Koenig – Deutsche Schachtbau (nun als GmbH statt als AG) dokumentierte den Anspruch der Rechtsnachfolge. Der Firmensitz war zunächst in Godenau bei Alfeld (Leine), da die Gebhardt & Koenig – Deutsche Schachtbau AG in der dortigen Kaligrube Desdemona eine Betriebsstätte hatte. Nach einer Zwischenstation in Wietze, wo die DEA Erdöl förderte, wurde der Firmensitz 1954 nach Essen (Westendhof 11) verlegt. Denn die Unternehmen des Ruhrbergbaus waren die Hauptauftraggeber. Hauptgeschäftsfelder blieben das Abteufen von Schächten und das Auffahren von Querschlägen und Richtstrecken sowie die Herstellung von Gesenken und Aufbrüchen. Als infolge der Kohlekrise im Ruhrrevier seit Ende der 1960er Jahre kaum noch neue Schächte abgeteuft wurden, baute Alfred Ries, Geschäftsführer der Gebhardt & Koenig – Deutsche Schachtbau GmbH seit 1971, das Geschäftsfeld Streckenvortrieb aus.
Zum 1. Januar 1973 wurde die Gebhardt & Koenig – Deutsche Schachtbau GmbH von Deilmann-Haniel übernommen, trat jedoch weiterhin als eigenständiges Bergbauspezialunternehmen auf. Bis 1986 wurden insgesamt 228 Tagesschächte niedergebracht, davon über die Hälfte im Gefrierverfahren. Eines der größeren Projekte außerhalb des Bergbaus war die Bohrung eines Lüftungsschachtes für den Tauerntunnel.
Ein Tochterunternehmen der Gebhardt & Koenig – Deutsche Schachtbau GmbH war die Bergbau-Bohrgesellschaft Rhein-Ruhr mbH (BBRR), die Explorationsbohrungen durchführte.

### Die Gebhardt & Koenig – Gesteins- und Tiefbau GmbH
1987 wurden die Gebhardt & Koenig – Deutsche Schachtbau GmbH und die Gesteins- und Tiefbau GmbH (GTG) in Recklinghausen, die zuvor im Besitz der Ruhrkohle AG gewesen und von Deilmann-Haniel übernommen worden war, unter dem Namen Gebhardt & Koenig – Gesteins- und Tiefbau GmbH (GKG) verschmolzen. Eintragung im Handelsregister Recklinghausen am 26. Mai 1987. Aufnehmende Gesellschaft war die Gesteins- und Tiefbau GmbH mit Sitz in Recklinghausen-Hochlarmark. Die GKG hatte bei ihrer Gründung mehr als 3000 Mitarbeiter. Hauptgeschäftsfelder waren der Spezialtiefbau (Schachtbau und Streckenvortrieb) und die Haldenbewirtschaftung. Später kam u. a. der Bau von Fundamenten für Windkraftanlagen auf Halden hinzu, z. B. auf der Halde Hoppenbruch.
Zum 1. Oktober 1993 wurde die Abteilungen Bergbau (Streckenvortrieb) und Schachtbau aus der GKG ausgegliedert und der Muttergesellschaft Deilmann-Haniel zugeordnet.
Nach der Wende kehrte die Gebhardt & Koenig – Gesteins- und Tiefbau GmbH wenn auch nicht an ihren Ursprungsort Nordhausen, so doch in den Landkreis Nordhausen zurück, als sie 1992 die Bergsicherung Ilfeld übernahm, einen Spezialbetrieb zur Sicherung und Verwahrung von Altbergbau-Anlagen. 1993 folgte die Übernahme der Bergsicherung Schneeberg.
Zum 100. Gründungsjubiläum von Gebhardt & Koenig gab es beim „Schachtbausymposium 1998“ eine gemeinsame Feier beider daraus hervorgegangener Unternehmen, der Schachtbau Nordhausen GmbH und der Gebhardt & Koenig – Gesteins- und Tiefbau GmbH, am Ursprungsort Nordhausen.

### Die Gebhardt & Koenig – Berg- und Bautechnik GmbH bis 2011
1999 fusionierten die Deilmann-Haniel GmbH und die Heitkamp GmbH zur Heitkamp-Deilmann-Haniel GmbH. Die Bergbaubetriebe beider Unternehmen wurden als Gebhardt & Koenig – Berg- und Bautechnik GmbH (GKB) zusammengeführt. Firmensitz wurde Dortmund-Kurl.
2008 firmierte die Heitkamp-Deilmann-Haniel GmbH in die Heitkamp BauHolding um. 2011 wurde sie insolvent und der Konzern zerschlagen. Damit endete 113 Jahre nach der Gründung von Gebhardt & Koenig die bergbauliche Tätigkeit unter diesem Namen – jedenfalls untertage und im Schachtbau.

### Die Gebhardt & Koenig – Berg- und Bautechnik GmbH heute
Nach der Zerschlagung des Heitkamp-Konzerns 2011 führte die einstige Bauabteilung der GKB den Namen Gebhardt & Koenig – Berg- und Bautechnik GmbH fort. Sie gehört zur Berkel Holding GmbH mit Sitz in Gladbeck. Sie bietet Dienstleistungen bei der Haldenbewirtschaftung an sowie beim Umschlag und der Aufbereitung von Schüttgut.
Insofern gibt es heute weiterhin zwei Unternehmen, die sich auf eine (im Jahre 2018) 120-jährige Tradition von Gebhardt & Koenig berufen.